# ヴィアノヴァ

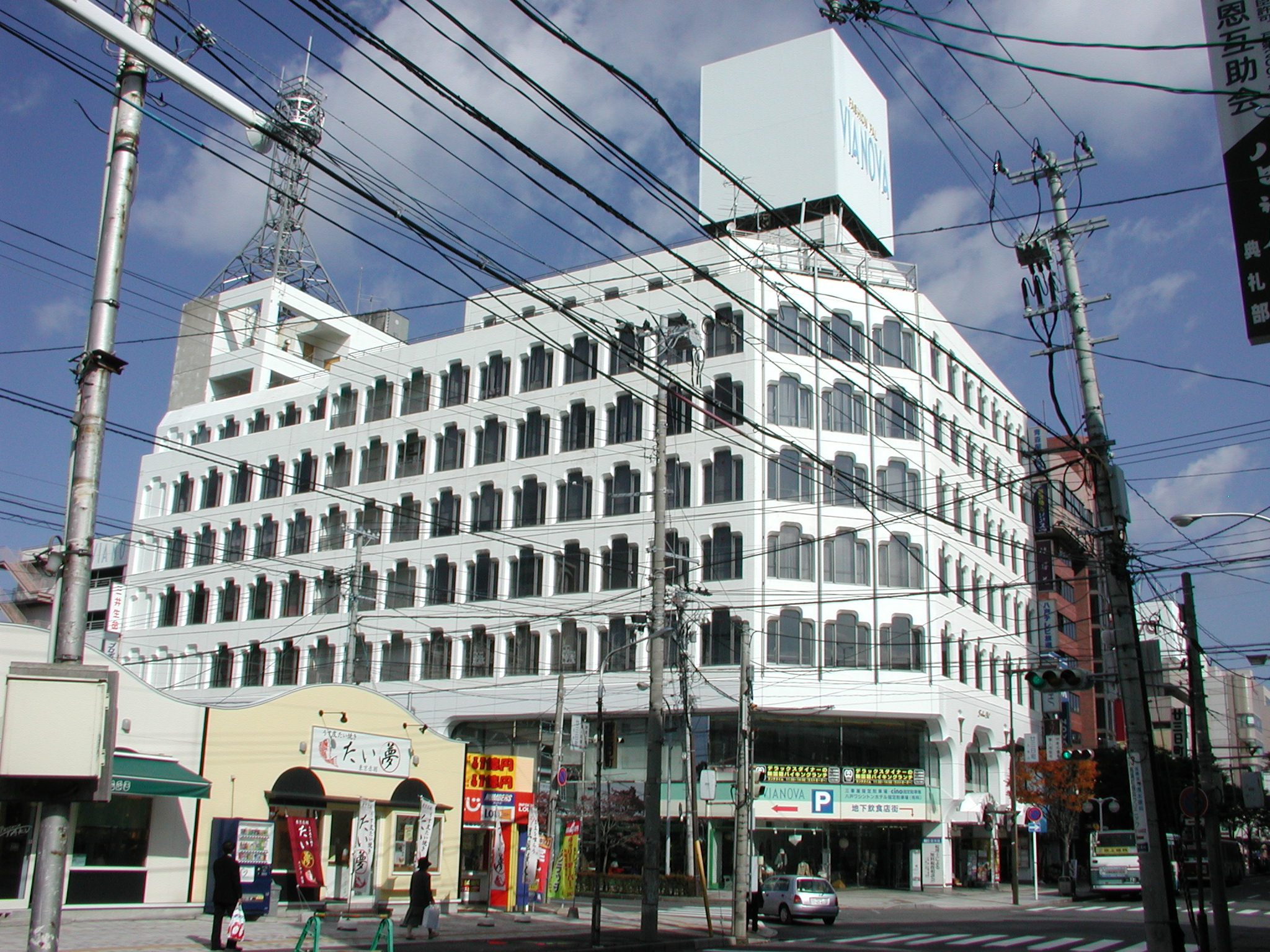
ヴィアノヴァ（2007年10月）

ファッションパル・ヴィアノヴァ（FASHION PAL VIANOVA）は、青森県八戸市十三日町のヴィアノヴァが運営するファッションビル。

## 概要
建物となるヴィアノヴァビルは八戸市中心市街地の商業地域にあり、1985年（昭和60年）9月に竣工した地上10階、地下1階の建物である。このビルは1987年に第1回「八戸市まちの景観功労賞」（後の八戸市景観賞）を受賞している。
複合商業施設で地下1階が飲食店街、1階が物販店舗、2階から8階がサービス・物販店舗や事務所になっている（2024年6月時点で実際にサービス店舗やオフィスフロアになっているのは4階から8階である）。
2024年（令和6年）6月28日、地下の空きテナント部分が「NOMI NOVA（のみのば）」としてリニューアルオープンし、新たに飲食店10店舗が出店した。
かつて、屋上の看板（上記画像の空白部分）には富士通が広告を出していた。現在は看板のリニューアル（背景：黒色、ロゴ：白色）に伴い、広告スペースの部分もヴィアノヴァのロゴとなっている。

## テナント
ノースウィングとサウスウィングの詳細は公式サイト「フロアガイド」を、グルメモールの詳細は公式サイト「グルメモール」をそれぞれ参照。
- 青森朝日放送八戸支社（開局当初は本社であり、当初は屋上に鉄塔が存在し、お天気カメラや素材送り用のマイクロSTLが設置されていたものの、現在は全て解体）
- 八戸テレビ放送本社

## 周辺
- ホテルグローバルビュー八戸アネックス（旧八戸第2ワシントンホテル）
- ホテルグローバルビュー八戸（旧デイリーヤマザキ八戸十三日町店のあった旧八戸第1ワシントンホテル）
- 青い森信用金庫廿三日町支店
- 岩手銀行十三日町支店
- チーノはちのへ
  - フォーラム八戸

## アクセス
- 表通り：「二十三日町」バス停（八戸市営バス・南部バス・十和田観光電鉄バス）
- 裏通り：「十六日町」バス停（八戸市営バス・南部バス・十和田観光電鉄バス）